# Поречский сельсовет (Дятловский район)
Поре́чский сельсовет (бел. Парэцкі сельсавет) — административная единица на территории Дятловского района Гродненской области Белоруссии. Административный центр — агрогородок Хвиневичи. Население на 1 января 2020 года — 1477 человек.

## История
Создан 12 октября 1940 года как Накрышковский сельсовет в составе Дятловского района Барановичской области БССР. Центр — деревня Накрышки. С 8 января 1954 года в Гродненской области. 16 июля 1954 года центр перенесён в деревню Поречье, сельсовет переименован в Пореческий сельсовет. С 25 декабря 1962 года в составе Слонимского района. С 6 января 1965 года в составе восстановленного Дятловского района. 20 марта 1990 года центр сельсовета перенесён в деревню Хвиневичи.
13 июля 2007 года в состав сельсовета вошли населённые пункты Гузни, Демяновцы, Липичанская Пуща, Чирвоный Бор, Шершни, Яблынька упразднённого Демяновецкого сельсовета. 28 августа 2013 года в состав сельсовета вошли населённые пункты Великая Воля, Гута, Копти, Новосёлки, Руда Яворская упразднённого Рудояворского сельсовета. С 1 декабря 2019 года из состава Белицкого сельсовета Лидского района была исключена деревня Корытница, которая вошла в состав Поречского сельсовета.

## Состав
Поречский сельсовет включает 27 населённых пунктов:
- Александровичи — деревня
- Великая Воля — деревня
- Гончары — деревня
- Гузни — деревня
- Гута — деревня
- Демяновцы — деревня
- Дубровка — деревня
- Жиборты — деревня
- Колпинские — деревня
- Копти — деревня
- Корытница — деревня
- Латыши — деревня
- Липичанская Пуща — деревня
- Нагорники — деревня
- Накрышки — деревня
- Новики — деревня
- Новосёлки — деревня
- Огородники — деревня
- Поречье — деревня
- Разважье — деревня
- Романовичи — деревня
- Руда Яворская — деревня
- Русаки — деревня
- Хвиневичи — агрогородок
- Чирвоный Бор — деревня
- Шершни — деревня
- Яблынька — деревня

## Население
Согласно переписи 2009 года на территории сельсовета проживало 1281 человек, среди которых 88,8 % — белорусы.